# 30533 Saeidzoonemat
30533 Saeidzoonemat este o planetă minoră (asteroid), cu un diametru de 2,212 km, din centura de asteroizi. A fost descoperită pe 16 iulie 2001 la Stația Anderson Mesa de Lowell Observatory Near-Earth-Object Search. 
Obiectul prezintă o orbită caracterizată de o semiaxă mare de 2,4058736 UAi, o excentricitate de 0,18, o înclinație de 2,46874 ° în raport cu ecliptica.